# Abavorana
Az Abavorana a kétéltűek (Amphibia) osztályába, valamint a békák (Anura) rendjébe és a valódi békafélék (Ranidae) családjába tartozó nem. 

## Előfordulásuk
A nembe tartozó fajok Délkelet-Ázsiában honosak. A Borneó szigetén megfigyelt Limnodytes luctuosus típusfajt Wilhelm Peters német természettudós írta le 1871-ben. 

## Rendszerezés
A nembe az alábbi fajok tartoznak:
- Abavorana luctuosa (Peters, 1871)
- Abavorana nazgul Quah, Anuar, Grismer, Wood, Azizah & Muin, 2017[1]